# Lebertia porosa
Lebertia porosa är en kvalsterart som beskrevs av Thor 1900. Lebertia porosa ingår i släktet Lebertia och familjen Lebertiidae. Inga underarter finns listade i Catalogue of Life.